# Eocnides
Eocnides is een geslacht van kevers uit de familie van de loopkevers (Carabidae). De wetenschappelijke naam van het geslacht is voor het eerst geldig gepubliceerd in 1954 door Jeannel.

## Soorten
Het geslacht Eocnides is monotypisch en omvat slechts de volgende soort:
- Eocnides fragilis Ueno, 1989